# NGC 1142
NGC 1142 је прстенаста галаксија у сазвежђу Кит која се налази на NGC листи објеката дубоког неба.
Деклинација објекта је - 0° 11' 2" а ректасцензија 2h 55m 12,2s. Привидна величина (магнитуда) објекта NGC 1142 износи 12,8 а фотографска магнитуда 13,8. NGC 1142 је још познат и под ознакама NGC 1144, UGC 2389, MCG 0-8-48, IRAS 02526-0023, VV 331, ARP 118, KCPG 83B, CGCG 398-46, PGC 11012.